# Hermann Heino Heine
Pour les articles homonymes, voir Heine.
Hermann Heino Heine (1923-1996) est un botaniste sud-africain et collecteur de plantes.

## Biographie
En 1953 il soutient à Munich une thèse sous le titre Pflanzen der Sammlung J. und M. S. Clemens vom Mount Kinabalu in Britisch Nord-Borneo.
Ses recherches ont porté principalement sur les Ptéridophytes et les Spermatophytes. Il a travaillé en Afrique tropicale (République centrafricaine), en Europe (France, Irlande, Royaume-Uni), en Nouvelle-Calédonie, collectant des plantes entre 1960 et 1986.

## Sélection de publications
- « A forgotten Alsatian botanist : Marcus Mappus filius (1666-1736) », in Journal of the Society for the Bibliography of Natural History, 1963, volume 4, part 2, p. 147-150
- Acanthacées, 1966
- Acanthacées, Bignoniacées, Boraginacées, Solanacées, 1976
- Convolvulacées, 1984